# 船場川
船場川（せんばがわ）は、兵庫県姫路市の南部を流れる船場川水系の本流で、二級河川。但し水系としては、事実上市川の支流である。

## 地理
播磨平野西部、姫路市の市街地から南部の飾磨へかけ、概ね南流する。流域はほぼ平坦。
姫路市保城の飾磨井堰で市川から分かれ、市川のやや西側を南西流。北には増位山や広峰山が聳える。姫路市街に入ると姫路城中濠と並行し、男山の東で大野川を合わせる。一帯は城の西側で、古い街並が残り、男山からは市街を一望できる。また男山の麓には「姫路文学館」がある。
国道2号と交差する白鷺橋で中濠が途切れる付近から南流するようになり、市街地西側を潤す。山陽新幹線をくぐる辺りから川沿いに古びた柱や桁が目立つようになるが、これは姫路市交通局モノレール線の廃線跡である。西岸には手柄山平和公園として整備されている手柄山がある。
手柄以南では田園地帯を流れるが、沿岸では近年住宅開発が進んでいる。飾磨区に入り山陽電鉄網干線をくぐると、関西有数のショッピングセンターであるイオンモール姫路リバーシティーが現れる。国道250号が渡る「思案橋」には、菅原道真伝説が伝わっている（を参照）。思案橋以南は工業地帯を流れ、播磨灘へ注ぐ。なお、旅客港としての姫路港（飾磨港）は船場川沿いではなく、外堀川（三左衛門堀、野田川）の河口に位置する。

## 歴史
古代には市川の本流であったと言われ、当時は現在の市川流路が支流だったとされる。市川上流からの土砂堆積により、流路を幾度か変えてきた。中世までは姫山の南側に二股川・青見川と呼ばれる支流が流れていた。
姫路へ入った池田輝政は1601年（慶長6年）、姫路城の本格築城に加え、市川を現在の流路に近づけ本流化するなどの河川改修にも着手し、旧本流の船場川も併せて改修した。これは水運や流域の灌漑のみならず、船場川流路を姫路城の防禦にも活用しようとする巧みなもので、現在船場川が一部で濠に沿っているのもこのためである。船場川はこの頃、妹背川または三和川と呼ばれていた。
1617年（元和3年）、池田光政に代わって姫路に封じられた本多忠政は飾磨津（現在の姫路港）まで4kmの間に舟運を計画。河川名もこの折に船場川と改められた。
1749年（寛延2年）7月3日には豪雨によって飾磨井堰が決壊して船場川が氾濫し、船場地区で300名を超える死者を出して姫路城の門の多くも流失・破壊される寛延二年大洪水が発生している。その後も船場川は近現代に至るまでしばしば氾濫を起こし、姫路競馬場のコース内グラウンドを掘り下げて船場川増水時の遊水池とする改修工事がおこなわれている。

## 流域の自治体
兵庫県
姫路市

## 主な支流
- 大野川
- 地蔵川

## 流域の観光地
- 広峰山 - 広峯神社がある。
- 増位山 - 随願寺がある。
- 姫路城
- 真宗大谷派姫路船場別院本徳寺
- 姫路文学館
- 手柄山平和公園
- イオンモール姫路リバーシティー - 同SCの「リバー」はそもそも船場川のことである。

## 並行する交通
- 山陽電気鉄道本線
- 兵庫県道62号姫路港線

1986年（昭和61年）11月1日の廃止まで、日本国有鉄道播但線も並行していた。